# 米爾維爾 (伊利諾伊州)
米爾維爾（英語：Millville）是位於美國伊利諾伊州喬戴維斯縣的一個鬼鎮。由於此地已於1892年被荒廢，本地已無人居住。

## 地理
米爾維爾的座標為42°26′56″N 90°03′05″W / 42.44889°N 90.05139°W，而該地的平均海拔高度為255米（即837英尺）。